# Пермеево (Нижегородская область)
Пермеево — село в Большеболдинском районе Нижегородской области России. Административный центр Пермеевского сельсовета.

## География
Село находится в юго-восточной части Нижегородской области, в зоне хвойно-широколиственных лесов, на левом берегу реки Азанки, к югу от автодороги 22Н-0527, на расстоянии приблизительно 5 километров (по прямой) к юго-западу от села Большое Болдино, административного центра района. Абсолютная высота — 162 метра над уровнем моря.
Климат
Климат характеризуется как умеренно континентальный, с тёплым летом и умеренно холодной многоснежной зимой. Среднегодовая температура — 3,9 °C. Средняя температура воздуха самого тёплого месяца (июля) — 19,2 °C (абсолютный максимум — 39 °C); самого холодного (января) — −12,3 °C (абсолютный минимум — −44 °C). Среднегодовое количество атмосферных осадков составляет 516 мм, из которых 361 мм выпадает в период с апреля по октябрь. Снежный покров устанавливается, как правило, в конце октября — ноябре и держится в среднем 144 дня.
Часовой пояс
Село Пермеево, как и вся Нижегородская область, находится в часовой зоне МСК (московское время). Смещение применяемого времени относительно UTC составляет +3:00.

## Население
| 1999 | 2002 | 2010 |
| ---- | ---- | ---- |
| 600  | ↘525 | ↘447 |

Национальный состав
Согласно результатам переписи 2002 года, в национальной структуре населения мордва составляла 72 % из 525 чел.